# Astabil multivibrator
En astabil multivibrator (forkortelse AMV) er en elektronisk oscillator; et elektronisk kredsløb der leverer elektriske signaler der svinger med en mere eller mindre konstant frekvens: Signalet fra en astabil multivibrator "springer" i et fast tempo mellem to forskellige spændinger – dette signal er langt fra harmonisk eller "en ren tone", og derfor klassificeres den astabile multivibrator som en kiposcillator.
"Astabil" kan oversættes med "ustabil", og det skal forstås sådan at kredsløbet ikke er i stand til at "blive stående" i en bestemt tilstand, men er tvunget til at skifte tilstand, dvs. oscillere. To andre varianter af samme kredsløb er den monostabile (som kan forblive i en enkelt stabil tilstand) og den bistabile multivibrator (som har to stabile tilstande den kan forblive i).

## Sådan virker den astabile multivibrator
Til højre ses et diagram over en astabil multivibrator, bygget op omkring to bipolare transistorer {\displaystyle T_{1}} og {\displaystyle T_{2}} (samme princip kan realiseres med felteffekttransistorer, radiorør og andre aktive komponenter): Hver transistor sidder i et "minimalistisk" forstærkertrin af typen Fælles emitter, og fra hver transistors kollektor føres signalet via en kondensator til basis på den modsatte transistor: Signalet kan altså "løbe i ring" frem og tilbage mellem de to transistortrin.
Udgangssignalet der tappes fra {\displaystyle T_{2}}'s kollektor skifter mellem næsten hele den positive forsyningsspænding, til en anelse over den negative forsyningsspænding. Ser man på det øjeblik hvor signalet skifter fra den høje til den lave spænding, så starter kondensatoren {\displaystyle C_{2}} med at være næsten helt afladet. Den lades dog gradvist op af den strøm der går fra den positive forsyningsledning øverst i diagrammet, gennem modstanden {\displaystyle R_{3}}; spændingen i dette punkt stiger gradvist mens kondensatoren lades. Dette punkt er også forbundet med basis på den anden transistor, {\displaystyle T_{1}}, og på et tidspunkt bliver spændingsforskellen mellem basis og emitter på {\displaystyle T_{1}} stor nok til at denne transistor begynder at lede strøm fra kollektor til emitter.
Derved falder spændingen på {\displaystyle T_{1}}'s kollektor brat, hvorved den tilhørende kondensator {\displaystyle C_{1}} starter på den samme opladningsproces, blot gennem {\displaystyle R_{2}} og {\displaystyle T_{1}}'s kollektorside. {\displaystyle C_{1}} står i forbindelse med {\displaystyle T_{2}}'s basis, så spændingen her falder så meget at {\displaystyle T_{2}} for en stund ikke leder strøm mellem kollektor og emitter: Derved bliver spændingsfaldet hen over {\displaystyle R_{4}} minimalt; {\displaystyle T_{2}}'s kollektorspænding, og med den udgangssignalets spænding, ligger derfor tæt på den posive forsyningsspænding.
Dette fortsætter mens {\displaystyle C_{1}} lades op, indtil spændingen på {\displaystyle T_{2}}'s basis bliver stor nok til at transistoren kan lede strøm. Når det sker, falder {\displaystyle T_{2}}'s kollektorspænding, og processen starter forfra.

## Puls- og pausetider i multivibratorens signal
De tidsrum som kredsløbet "opholder sig" i hver af de to tilstande, afhænger af hvor lang tid det tager at lade de to kondensatorer så meget op, at den relevante transistor begynder at trække strøm. I det viste diagram vil signalet på udgangen have den høje spænding mens {\displaystyle C_{1}} lades op gennem {\displaystyle R_{2}}: Den tid {\displaystyle t_{H}} det tager før {\displaystyle T_{2}} begynder at lede strøm og udgangssignalet falder til den lave spænding, kan beregnes tilnærmelsesvist med denne formel:

{\displaystyle t_{H}=0,7\cdot C_{1}\cdot R_{2}}

Tilsvarede kan man beregne den tid {\displaystyle t_{L}} signalet har den lave spænding og {\displaystyle C_{2}} er ved at blive ladet op, sådan her:

{\displaystyle t_{L}=0,7\cdot C_{2}\cdot R_{3}}

Periodetiden for udgangssignalet bliver i alt {\displaystyle t_{L}+t_{H}}, og da periodetiden er det reciprokke af signalets frekvens {\displaystyle f}, har man at:

{\displaystyle f={\frac {1}{0,7\cdot (C_{1}\cdot R_{2}+C_{2}\cdot R_{3})}}}